# Lin Hongqin
| 145523 Lulin           | 7 marzo 2006      |
| 145546 Suiqizhong      | 25 maggio 2006    |
| 147918 Chiayi          | 25 ottobre 2006   |
| 160493 Nantou          | 6 febbraio 2007   |
| 171381 Taipei          | 22 luglio 2006    |
| 172989 Xuliyang        | 25 maggio 2006    |
| 175410 Tsayweanshun    | 12 agosto 2006    |
| 175411 Yilan           | 12 agosto 2006    |
| 175450 Phillipklu      | 27 agosto 2006    |
| 175451 Linchisheng     | 27 agosto 2006    |
| 204710 Gaoxing         | 1º aprile 2006    |
| 207717 Sa'a            | 11 settembre 2007 |
| 210035 Jungli          | 18 luglio 2006    |
| 210434 Fungyuancheng   | 20 dicembre 2008  |
| 216343 Wenchang        | 28 novembre 2007  |
| 224888 Cochingchu      | 5 febbraio 2007   |
| 231346 Taofanlin       | 10 marzo 2006     |
| 236484 Luchijen        | 28 marzo 2006     |
| 239071 Penghu          | 1º aprile 2006    |
| 241113 Zhongda         | 21 luglio 2007    |
| 246247 Sheldoncooper   | 20 settembre 2007 |
| 256698 Zhuzhixin       | 7 gennaio 2008    |
| 256699 Poudai          | 7 gennaio 2008    |
| 273836 Hoijyusek       | 13 aprile 2007    |
| 278384 Mudanjiang      | 24 giugno 2007    |
| 281068 Chipolin        | 18 luglio 2006    |
| 291849 Orchestralondon | 18 luglio 2006    |
| 300150 Lantan          | 12 novembre 2006  |
| 304826 Kini            | 5 settembre 2007  |
| 428259 Laphil          | 5 febbraio 2007   |
| 428351 Martinchalifour | 22 luglio 2007    |
| 432101 Ngari           | 14 gennaio 2009   |
| 461981 Chuyouhua       | 12 novembre 2006  |
| 468581 Maiajasperwhite | 11 maggio 2007    |
| 526460 Ceciliakoocen   | 28 agosto 2006    |
| 596996 Suhantzong      | 27 agosto 2006    |
| 597148 Chungmingshan   | 14 ottobre 2006   |
| 603200 Yuchichung      | 5 luglio 2006     |
| 667772 Wuhsinheng      | 12 novembre 2006  |

Lin Hongqin (林宏欽T, Lín HóngqīnP; ...) è un astronomo taiwanese, in contesto anglosassone noto come Hong Qin Lin.
Si è laureato all'Istituto di astronomia di Taiwan con una tesi sull'ammasso M44, divenendo poi direttore dell'osservatorio Lulin.
Il Minor Planet Center gli accredita la scoperta di ottantasette asteroidi, effettuate tra il 2006 e il 2009, tutte in collaborazione Ye Quanzhi.